# Барон Земо
Баро́н Зе́мо (англ. Baron Zemo) — ім'я кількох вигаданих суперлиходіїв із коміксів американського видавництва Marvel Comics. Головними володарями титулу барона є Генріх Земо та його син Гельмут, хоча термін вживається і до всього їхнього родоводу, чиє походження сягає XV століття. Найчастіше виступають противниками Капітана Америка і Месників, часто очолюючи суперлиходійську команду Майстрів зла.
Генріх повноцінно дебютував у The Avengers (липень 1964), де був створений письменником Стеном Лі та художником Джеком Кірбі. Гельмут був введений у Captain America #168 (грудень 1973) письменниками Роєм Томасом, Тоні Ізабелла і художником Селом Бускема.
Барон Земо з'являвся в кількох мультсеріалах і відеоіграх. Актор Даніель Брюль зіграв персонажа у кінофільмі «Перший месник: Протистояння» (2016) кіновсесвіту Marvel та повторив його роль у серіалі «Сокіл та Зимовий солдат» (2021).

## Історія публікацій
Перша поява Барона Земо відбулася у флешбеці в коміксі The Avengers #4 (березень 1964). Персонаж залишався невідомою особою, доки в шостому випуску The Avengers (липень 1964) та Sgt. Fury and His Howling Commandos #8 того ж місяця його не назвали Генріхом Земо. Він був доданий заднім числом в історію Капітана Америка після повторного дебюту героя в Срібному віці коміксів двома випусками раніше. Далі Земо з'являвся у The Avengers #7 (серпень 1964), #9–10 (жовтень–листопад 1964), Tales of Suspense #60 (грудень 1964) і The Avengers #15 (квітень 1965), в останньому з яких загинув.
Син Генріха, Гельмут, вперше з'явився як Фенікс у Captain America #168 (грудень 1973) за авторством Роя Томаса, Тоні Ізабелла і Села Бускема. Починаючи з Captain America #275 (листопад 1982) він почав використовувати псевдонім Барон Земо.
Гарбін Земо, родоначальник сім'ї Земо, вперше показаний у флешбеці обмеженої серії коміксів Avengers/Thunderbolts. Історія попередніх до Генріха одинадцятьох баронів була описана в іншій обмеженій серії Thunderbolts Presents: Zemo — Born Better.

## Родовід Земо[3]
Титул передавався строго від батька до сина. Згідно з записками Венделла Волкера, у Гарбіна були ще діти до Гадемара, які не дожили до повноліття, а у Герберта було двоє синів, що померли від хвороби.
1. Гарбін Земо — перший барон у родині Земо, що фігурував близько 1480 року.
2. Гадемар Земо — найдріб'язковіший з усіх. Він був убитий охоронцями за наказом Геллера Земо на своїй же інавгурації.
3. Геллер Земо — названий найбільш прогресивним з усіх.
4. Герберт Земо — був убитий своїми генералами.
5. Гельмуф Земо — якого убив Гельмут Земо, що перемістився у часі.
6. Гакетт Земо — бажає помститися за смерть батька.
7. Гартвіґ Земо — загинув у бою під час Семирічної війни.
8. Гілліард Земо — з його ланки династії почали поширюватися загублені нащадки, розшукувані Волкера у сьогоденні.
9. Гоффман Земо — найменш відомий з усього роду. Займався колекціонуванням об'єктів мистецтва та не обтяжував себе навколишніми проблемами.
10. Гобарт Земо — захищав інтереси громадян під час негараздів у Німецькій імперії. Був убитий під час заворушень у 1879 році.
11. Герман Земо — був активний у часи Першої світової війни.
12. Генріх Земо — провідний науковець нацистів, засновник Майстрів зла.
13. Гельмут Земо — дійсний Барон, засновник Громовержців і лідер Гідри.

## Вигадана біографія

### Династія Земо
Лінія баронів Земо розпочалася у Зільнюсі в 1480 році, коли Гарбін Земо, наглядач зерносховища й міністеріал міста, одягнув обладунки та наодинці протистояв нападу слов'янського племені. Цей вчинок сильно вразив імператора Священної Римської імперії, Фрідріха III, тож він надав Гарбіну дворянський титул. З часом він втомився від обов'язків поміщика та помер від старості в 1503 році. Його наступником став син на ім'я Гадемар. Він був слабкою людиною, який не переносив війн та битв, проте прагнув стати наступним бароном. Згодом 12-річний син Гадемара, Геллер, зажадав влади і вирішив убити свого батька. Задуми здійснилися, зокрема за підтримки Гельмута Земо, що подорожував у часі. Історія розглядає Геллера як найпрогресивнішого з представників родини Земо, попередніх і наступних.
Наступні часові мандрівки Гельмута привели його до битви у 1556 році, де він зустрічає хороброго воїна Герберта Земо. Далі він вбиває Гельмуфа в 1640 році та уникає смерті від рук його сина Гакетта у 1710.
Коли Гельмут прибуває у 1760 рік, він бачить смерть Гартвіґа Земо в битві під час Семирічної війни. Бароном стає його син Гілліард, що з юності закоханий у єврейську дівчину Ельзбет Клейненшвіц з родини купців, що служили Земо з початку династії. Радники зауважували, що сім'я дівчини збільшує свій вплив і може зашкодити планам Земо. Невідомо для Гілліарда, його ж солдати вбивають родину Клейненшвіц, а Ельзбет рятує Гельмут. Пізніше Гілліард одружується на австрійській дівчині на ім'я Ґретхен.
Далі Гельмут потрапляє до складу мандрівної охорони десятого Барона Земо, Гобарта. Він працював на свого предка протягом кількох тижнів, запобігаючи спробам убивства. У Німецькій імперії почалися заворушення, коли імператор Вільгельм I прийняв заходи щодо стримування соціалізму після замаху на своє життя. Народом прокотилася хвиля обурень по відношенню до дворянських родин, включаючи Земо, хоча Гобарт навпаки відстоював їхні права. Гельмут перемістився в інший час і не встиг врятувати Гобарта від смерті.
Під час Першої світової війни Гельмут зустрічається зі своїм дідом Германом. Він захищав Німеччину від батальйону британських солдатів, на чолі з оригінальним Юніон Джеком (Джеймсом Монтгомері Фелсвортом). Гельмут спостерігав за тим, як його дідусь застосував гірчичний газ проти ворогів та як вони гинули в муках, поки Юніон Джек тікав. Сучасний Земо, разом із Германом вирушив до родинного замку, який виявився спустошеним. Згодом Гельмут вирушив до свого батька, щоб побачити його роль у становленні нацистської Німеччини.

### Генріх Земо
Дванадцятий Барон Земо, Генріх, був одним із найкращих науковців Третього Рейху. Він боровся з Капітаном Америка та його союзниками Виючими командос у часи Другої світової війни. Будучи геніальним винахідником, Генріх створив велику кількість зброї масового ураження для нацистської армії. Також він відомий садистськими схильностями. Внаслідок одного з випробувань Земо знищив сотні невинних німецьких громадян. Нік Ф'юрі і Виючі командос викрили його причетність до інциденту, тому Генріха почали зневажати навіть у нацистських кругах.
Щоб зберегти свою анонімність Генріх носив фіолетовий капюшон. Згодом його діяльність привернула увагу Капітана Америка. Саме тоді він прагнув довершити свій новий науковий прорив — Клей Ікс, який не міг бути розчиненим чи видаленим будь-яким відомим тоді способом. Багатьма роками після війни суперлиходій Ловець знайшов спосіб нейтралізації цього клею. Капітан Америка, прагнучи знищити останні зразки речовини, пробив щитом контейнер. Поряд саме і стояв Земо, внаслідок чого клей просочився через капюшон і назавжди прив'язав його до обличчя Генріха. Він все ще міг дихати, говорити і чути крізь маску, проте не харчуватись. Їжа вводилася внутрішьовенним способом, що звело його з розуму. Згодом Земо став не тільки науковцем, але й польовим агентом. Він боровся з Громадянином В (Джоном Воткінсом), англійцем і лідером борців за свободу Батальйону В.
Коли поразка нацистів у війні стала очевидною, Червоний череп наказав Генріхові поїхати до Лондона і викрасти експериментальний літак. Череп здавався загиблим останні кілька тижнів, тому Капітан Америка та Бакі Барнс не могли очікувати ворожої змови. Земо зв’язав героїв на літаку і встановив там вибухівку. Кеп встиг вистрибнути, опинившись у глибинах Північного Льодовитого океану, а Бакі, здавалося б, загинув.
Вважаючи, що Капітан був знищений, після завершення Другої світової Земо тікає до Південної Америки, покидаючи багатостраждальну дружину та сина, до якого він почав неконтрольовано проявляти жорстокість. Володіючи армією підданих йому солдатів, він поневолив плем’я тубільців і назвав себе їхнім королем, намагаючись знайти розчинник, щоб відділити маску. Десятиліттями потому супергеройська команда Месників знаходить Капітана Америка в арктичній кризі. Це змушує Земо відновити боротьбу з ним через жагу помсти. Він спробував відправити солдатів для захоплення Роджерса, проте він успішно з ними розібрався та через комунікатор спровокував Земо зустрітись віч-на-віч.
Згодом Генріх Земо створює перших Майстрів зла, команди суперлиходіїв та ворогів Месників. Оригінальний склад включав Чорного лицаря (Натана Ґаррета), Плавильника і Радіоактивної людини. Він прагнув захопити Нью-Йорк, використовуючи Клей Ікс. Бригада підлітків (команда, очолювана Ріком Джонсом для допомоги Месників зі збором інформації) видалила клей з вулиць міста розчинником Ловця. Земо застосував свій гіпнотизуючий скіпетр, щоб заволодіти свідомістю членів Бригади підлітків.
Далі він об’єднався із Чарівницею та Палачем, яких Одін вигнав із Асґарду на Землю. Чарівниця гіпнотизувала Тора для боротьби з Месниками, а Палач, назвавшись колишнім союзником Барона Земо, заманював Капітана Америка у Південну Америку. Залізна людина зміг переконати Тора, і той відправив Майстрів зла в інший вимір. Пізніше Генріх за допомогою іонізуючого випромінювання перетворив бізнесмена Саймона Вільямса на Диво-людину і запевнив його, що через тиждень він загине, якщо не отримає протиотруту за виконання плану Земо. Саймон жертвує собою, щоб врятувати Месників.
Зрештою Земо заманив Капітана Америка у свій замок в джунглях, викравши Ріка Джонса, союзника Месників. У фінальній битві Кеп змусив Генріха стріляти наосліп, відбиваючи сонячні промені своїм щитом. Постріл пістолета призводить до каменепаду та смерті Генріха. Капітан зрештою відчуває, що смерть Бакі нарешті була відплачена.

### Гельмут Земо
Гельмут народився у Лейпцигу, Німеччина. Він був звичайним інженером, але дізнавшись про смерть батька, наситився ненавистю і вирішив продовжити справу Генріха Земо за допомогою впливу своєї родини та свого винахідливого розуму.
Спочатку він використовував псевдонім Фенікс (жодним чином не зв'язаний із Джин Ґрей чи однойменною космічною силою) та боровся з Капітаном Америка в цілях помсти. Гельмута вважали загиблим, коли він впав у чан з киплячим Клеєм Ікс. Він не носив маски, але обличчя стало спотвореним, нагадуючи розплавлений віск.
Роками потому він став відомий як Барон Земо і допомагав мутантам Арніма Зола. Разом із Примусом і Верміном, він викрав друга дитинства Капітана Америка, Арнольда Рота, і заманив його в пастку. На Капітана спустили полчища мутантів, і тоді Земо викрив, що знає справжнє ім'я Капітана Америка. Далі Гельмут об'єднався з Червоним черепом і Вищою Матір'ю та викрав друзів Кепа — знову Рота і Девіда Кокса, для боротьби з героєм. Після цих пригод він зрадив своїх союзників та був переможений у битві з Матір'ю.
Він зібрав нових Майстрів зла, учасниками яких виступили Поглинач, Затемнення (Маркус Деніелс), Чорна Мамба, Фіксер (Пол Норберт Еверсол), Голіаф (Ерік Йостен), Сіра горгулья, Містер Хайд, Місячний камінь, Кричуща Мімі, Тигрова акула, Титанія, Вихор, Крушитель, Громобій, Бульдозер і Забивач. Команда вторглася в Особняк Месників, покалічила Геркулеса і дворецького Едвіна Джарвіса. Земо зіткнувся з Чорним лицарем (Дейном Вітманом) і Капітаном Америка, проте під час бою з останнім впав з даху будівлі.<
Пізніше Гельмут найняв бригаду Батрока й детектива Тристрама Мікавбера, щоб знайти п'ять фрагментів Кровкаменю для відродження Генріха Земо. Борючись із Капітаном Америка й Алмазом, все йде не за планом, а тіло Генріха було захоплене демонічними силами Кровкаменю. Кроссбоунс переміг цю сутність (шукаючи камінь для Червоного черепа), а збентежений Земо впав у жерло сплячого вулкану в Японії. Земо пережив падіння, хоча й пошкодив праву руку. Зійшовши з розуму від невдачі, він спробував знову поневолити мутантів і Верміна, але був переможений Людиною-павуком. Вермін зрештою став вільним.
Лиходій зламався від низки невдач та був прийнятий невідомою жінкою, що називала себе Баронесою і переродженням Генріха Земо. Двоє одружилися та почали викрадати знедолених дітей, нав'язуючи їм нацистські погляди. Земо видужав та виготовив реалістичну маску, щоб приховати своє понівечене обличчя від дітей. Сімейна ідилія була обірвана Капітаном Америка, коли той шукав злу науковицю Суперію. Згодом Баронеса виявилася клоном Генріха, створеним Арнімом Зола. Вона об'єдналась із Суперією та знущалась над Гельмутом. Земо в пориві гніву вирішив скинути Капітана у чан із Клеєм Ікс, проте випадково сам потрапив туди (цього разу з маскою на обличчі), разом із Баронесою. Їх врятував Кеп і, маючи добрі наміри, сказав Земо, що Месники мають розчинник для клею. Він же навпаки розізлився, тепер знаючи, що герої весь час могли допомогти його батькові.
Земо втікає з в'язниці, залишаючи там помираючу Баронесу, та збирає нових Майстрів зла, щоб визволити Голіафа (Ерік Йостена) із Мікросвіту. Згодом вони дізнаються, що Месники і Фантастична четвірка зникли після битви з Натиском. Гельмут вирішує, що команда повинна прийняти особистості героїв і виступити як Громовержці. За його планом, завоювавши довіру суспільства, вони зможуть підкорити собі весь світ. Сам Земо взяв собі псевдонім Громадянина В (справжнього убив його батько у часи Другої світової). Нову команду публіка полюбила значно швидше, ніж очікувалось, а лиходіям сподобалося відчувати себе героями.
Коли зниклі герої повернулися, Земо прийшлося тікати в глибокий космос, щоб здійснити завоювання світу шляхом контролю розуму. Проте більшість Громовержців виступили проти цього і разом із Залізною людиною завадили плану Гельмута. Наступний його зловісний план був зірваний Капітаном Америка і Далласом Ріорданом, новим Громадянином В. Згодом він був убитий Бичем Підземного світу і переміщений у тіло предка оригінального Громадянина В на ім'я Джон Воткінс III, тож Земо далі прикривався героєм. Це продовжувалося до битви Громовержців із Гравітоном, коли його розум знову перемістили, цього разу в віртуальній формі за сприяння його союзника Фіксера.
У штучному світі під назвою Контр-Земля, куди раніше і потрапили Месники та Фантастична четвірка, Громовержці зустріли тамтешнього двійника Земо, названого Залізним Хрестом. Фіксер переніс свідомість Гельмута в неспотворене тіло двійника, і він очолив Громовержців, що знаходилися на Контр-Землі. Коли команда об'єдналась з іншими членами на Землі, командування взяв на себе Сокіл, але потім все ж повернувся до складу Месників.
Певний час Земо продовжував очолювати Громовержців. В обмеженій серії Avengers/Thunderbolts він спробував знову захопити світ, проте цього разу з ціллю порятунку. Вважається, що тепер Гельмут керується не лихими егоїстичними планами, а викривленими альтруїстичними. Тому він відчуває, що перевершив свого батька в цьому плані. Месники знову втручаються у його справи за підтримки учасниці Громовержців, Місячного каменю (Карли Софен), що розлютилася і вистрілила енергетичним променем у Капітана Америка. Тоді Земо закрив героя своїм тілом і зазнав значних опіків. По завершенню битви, Барон утікає, використовуючи два іншопланетні артефакти, що дарували надздібності Місячному каменю.
Під час подій «Громадянської війни» він вербував лиходіїв для Залізної людини, щоб той боровся з противниками Акту про реєстрацію суперлюдей. Він зустрічає Капітана Америка, в бою з яким показує своє обличчя та дає Кепу ключ від в'язниці, збудованої для утримання незареєстрованих суперлюдей, щоб той дозволив Громовержцям самим розібратися зі Зловісним Ескадроном. Також він відновлює скриньку Капітана з предметами його минулого, яка була знищена внаслідок облоги Особняка Месників. Переосмисливши свої ідеали, Земо прагне пожертвувати собою в битві з Ескадроном, завдяки чому буде «жити вічно».
Далі Земо отримує джерело космічної сили у Грандмастера та говорить Громовержцям, що вся влада належить їм. Співоча пташка на той час зблизилася з Бароном, проте не задля любові, а, як виявилось, задля його вбивства. Згодом вона звуковою хвилею знищує Місячні камені, які затягують Гельмута у часовий вихор. Незадовго до цього він закричав, що «ніколи б не зашкодив світові, який так старався врятувати».
Гельмут Земо опиняється у середньовічній Німеччині 1503 року, саме у витоків свого роду. З часом він зустрічає своїх предків, втручаючись (іноді навмисне, іноді випадково) у їхню історію. Також виявляється, що деякі нащадки родини Земо були біженцями і зараз розкидані по всьому світу. У наш час Венделл Волкер і Рід Річардс досліджують пригоди Гельмута в минулому. Барон зустрічає свого діда у часи Першої світової, коли родинний замок був зруйнований. Зараз же частина будівлі була відновлена, її і знаходить Волкер, що вишукує загублених Земо і вбиває їх, аби повернути Гельмута в сьогодення. Барон стикається зі своїм батьком Генріхом і надихає його на майбутні звершення. Коли Гельмут повертається у теперішній час, Венделл Волкер прагне вбити його, але не наважується на вбивство і вирішує покінчити з родом Земо власним самогубством. Гельмут зупиняє його, вважаючи, що за всю історію вже пролилося надто багато крові Земо.
У рамках події «Вік героїв» (англ. Heroic Age) Барон Земо прагне викрити світові злочини Бакі Барнса, зокрема йому вдається довести, що він і є Зимовим солдатом. Коли Барнс стає новим Капітаном Америка, Гельмут вважає, що той повинен довести гідність бути носієм цього імені. Тим часом Громовержців очолив Люк Кейдж, прийнявши нових учасників команди. Фіксер видавав себе за Земо, щоб перевірити хто з рекрутів може виявитися зрадником. Він підтримував контакт з Гельмутом, поки працював у Рафті.
Згодом Земо зацікавився діяльністю Соколиного ока, який встановив контроль над Громовержцями. Він уклав угоду із Трикшотом, що хворів на рак, аби той навчав Барні Бартона в обмін на медичну допомогу. Коли навчання закінчилося, Гельмут відмовився від своїх обіцянок. Трикшот був доставлений у Вежу Месників, де помер на руках Соколиного ока, свого колишнього учня.
Земо став новим лідером Майстрів зла Ради тіней після загибелі Макса Ф'юрі.
Далі Гельмут Земо реформує та очолює нову Гідру, коли планетою прокочується терригеновий туман, породжуючи нелюдей. Один із них на ім'я Лукас мав у своїй крові токсин, здатний стерилізувати людей. Земо планував використати це, щоб Гідра зрештою змогла підкорити світ, усунувши проблему перенаселення і браку ресурсів. Пізніше він убиває Кочівника (Яна Роджерса) та бореться з новим Капітаном Америка, Семом Вілсоном (більш відомим як Сокіл). Лукасу вдається втекти та за допомогою Червоного черепа запустити ракету з токсичною кров'ю в атмосферу. Вілсон зупиняє ракету, а згодом остаточно перемагає Земо, підірвавши базу Гідри.
Гельмут все ж виживає після вибуху та опиняється на полігоні Щ.И.Т. під назвою Плезент-Гілл, де за допомогою Кобік, живого втілення Космічного Кубу, суперлиходії були перетворені на жителів невеликого містечка. Земо теж зазнав амнезії, а йому було присвоєне ім'я Джим. Згодом він почав підозрювати щось неладне й об'єднався з Філом, що згодом виявився Фіксером. Філ збудував пристрій, що повертає колишню пам'ять, та зібрав певні докази того, що Плезент-Гілл — це в'язниця. Разом вони розпочали штурм форпосту Щ.И.Т., визволяючи в'язнів, а Фіксер намагався використати свій прилад, щоб повернути Кобік до первинної форми Кубу. Земо ж хотів змінити реальність, щоб відомстити тим, хто його ув'язнив. Зрештою, Кобік телепортує Гельмута і Еріка Селвіґа (свого доглядача) далеко в Гімалаї, адже вони заподіяли їй найбільше зла.
Кобік потрапляє до рук Червоного черепа, що нав'язує їй ідеї Гідри. Вона змінює реальність, роблячи Капітана Америка одним із найвидатніших агентів Гідри. У фальшивих спогадах Кепа Гельмут постає його найкращим другом з часів навчання в академії. Коли розпочинаються події «Таємної імперії» Стів Роджерс відслідковує Земо у вигаданій країні Багалії, де разом із доктором Селвіґом той хоче відродити Майстрів зла. Капітан фальсифікує смерті Гельмута і Селвіґа, а потім утримує Земо на своїй базі та розповідає про нібито їхню колишню дружбу.
Земо збирає команду суперлиходіїв, названу Армією зла, проте вони зникають під час атаки Нью-Йорка. Використовуючи Даркголд (книгу темної магії) він покриває місто куполом із Темної сили та прагне повернути свою армію. Його плани зупиняють Зимовий солдат і Чорна пантера.
Згодом Каратель розпочинає свою війну проти злочинності й приїжджає у Багалію. Земо прагне визнати його міжнародним терористом, а тому вкладає союз із тодішнім мером Нью-Йорка, Вілсоном Фіском. Гельмут збирає нових Громовержців і знову стає Громадянином В. На прес-конференції мера команду називають порятунком від злочинів, зокрема скоєних Карателем. Привид убиває Земо та списує вбивство на Фіска. Виявляється, що вона співпрацювала із Гельмутом і підробила його смерть, щоб він міг таємно відбудовувати Гідру.
Паралельно з Бароном Земо, владу в Гідрі здобуває невідома особа, названа Природнім. Щоб зупинити його хаотичні плани, Земо ненадовго об'єднується із Соколом і Зимовим солдатом.

## Сили та здібності
Генріх володів геніальним інтелектом, створивши велику кількість наукових винаходів, що випереджали свій час на роки вперед. Він експериментував із лазерними технологіями, побудовою андроїдів та генетикою живих істот. Найбільшим проривом звісно ж є розробка Клею Ікс, який навіки злив обличчя Барона, а згодом і його сина, з фіолетовою маскою. Також він застосовував унікальну сироватку, що зберігала його тіло в тонусі аж до старості. Генріх знав деякі бойові мистецтва, включаючи карате, та непогано володів мечем.
Гельмут успадкував більшість рис свого батька, крім такої розумової обдарованості. Тим не менш, він вправно використовує розробки батька і має інженерний досвід. Є досвідченим тактиком й стратегом, стрільцем олімпійського рівня і вправним бійцем. Його справжні наміри завжди залишаються таємницею, адже має талант вводити всіх навколо в оману, ставлячи під сумнів їхні судження. Меч Гельмута Земо виготовлений з адамантію. Він також часто користується енергетичною зброєю та Місячними каменями — артефактами, здатними маніпулювати гравітацією і світлом, видозмінювати простір, літати тощо.

## Альтернативні версії

### Avataars: Covenant of Shield
У міні-серії коміксів Avataars: Covenant of Shield (укр. Аватари: Завіт щита), події якої розгортаються в альтернативній героїко-фентезійній версії всесвіту Marvel, Земо має ім'я Зімо із З'аксису. Він брав участь у Світовій війні, а після поразки прийняв нову особистість Дредлорда та поклявся не знімати маски з обличчя, доки не поверне гідність свого роду. Ця версія Земо також збирає свою команду суперлиходіїв, названих Міньйонами зла.

### JLA/Avengers
У комікс-кросовері Ліги Справедливості та Месників Барон Земо та його Майстри зла показані серед інших лиходіїв, що захищають вежу Крони.

### Larval Zooniverse
Барон Зебро є антропоморфною зеброю та Бароном Земо зі всесвіту Свина-павука.

### Marvel Noir
У всесвіті Marvel Noir Барон Земо є одним з багатьох нацистських вчених, зібраних Бароном Штрукером для боротьби з винахідником Тоні Старком у 1930-х. Згодом він виявляється Говардом Старком. Штрукер використав суміш золпідему, етанолу, хлорометану й «офентонілу», щоб промити йому мізки, зробивши останнім із роду Земо.

### Marvel Zombies
В обмеженій серії коміксів Marvel Zombies зомбовані Гельмут Земо та його Громовержці атакують Тора і Нову.

### Ultimate Marvel
В Ultimate-всесвіті Локі видавав себе за Барона Земо, щоб змусити тисячі солдатів Третього Рейху атакувати Асґард та завербувати крижаних велетнів для підтримки облоги.
Головним слугою Локі був молодий солдат Гельмутт Земо, якому він довіряв магічні руни. Десятиліттями потому Гельмутт використовує камені Норн для переміщення бога обману до його часу. Він відкриває вихід із Кімнати Без Дверей, і тоді Локі вбиває його.

### Marvel MAX
Версія Барона Земо у Deadpool MAX є американським білим супремасистом, а його костюм з фіолетовою маскою стилізований під вбрання ку-клукс-кланівців. Він керує табором у пустках штату Вайомінг. Його расистські погляди були сформовані після смерті його матері, начебто, через втручання лікарів-євреїв. Земо отруює своїх прибічників та прагне присвоїти злочин владі, щоб розпочати глобальну міжрасову війну. Всі його плани були зруйновані, коли про них дізнався Дедпул.

### Old Man Hawkeye
У всесвіті подій коміксу Старий Лоґан та його спін-офу про Соколиного ока (Клінта Бартона) Гельмут Земо був лідером Громовержців, які вбили Месників, залишивши в живих лише Клінта. У постапокаліптичному майбутньому, коли супергерої зникли, а лиходії розділили між собою Америку, Земо прикутий до інвалідного візку та дихає через трубку. Він служить Червоному черепу і без його відома розробляє сироватку супер-солдата, щоб покращити свій стан. Зрештою Гельмут досяг успіху, але тоді його вислідив та вбив Бартон, що полював на Громовержців.

## Поза коміксами

### Мультсеріали
- Генріх Земо з'явився у сегменті анімаційного шоу «Супергерої Marvel» (1966) про Капітана Америка, в сольній історії та в командній як лідер Майстрів зла. Лиходія озвучив Ґіллі Фенвік.
- В епізоді «Командне рішення» мультсеріалу «Месники: Вистояти разом» (1999) Гельмут Земо очолює Майстрів зла та протистоїть Месникам і Капітану Америка, щоб відомстити за смерть батька. Сам Генріх мовчки був показаний у флешбеці, Гельмута ж озвучив Філліп Шепард.
- Мультсеріал «Месники: Могутні герої Землі» (2010) представляє гібридну версію Барона Земо, адже він носить ім'я Генріха, але має характер Гельмута. Він є одним з архіворогів Капітана Америка в часи Другої світової, засновників Гідри та творцем смертельної зброї, Вірусу Ікс. Після останньої сутички з Кепом Земо отримує довголіття. У наш час він вибирається з в'язниці Рафт через втручання Гравітона та намагається відібрати владу Штрукера над Гідрою. Дізнавшись про повернення Роджерса він разом із Арнімом Зола атакує Особняк Месників.[75] Згодом Генріх Земо збирає Майстрів зла, вкладаючи союз із Чарівницею Аморою і Палачем.[76] Коли вони отримують камені Норн, він дізнається, що Чарівниця служить Локі, а тому зраджує команду.[77] Після її поразки, Земо також стає відомо, що Капітан Америка був замінений скруллом.[78] Далі Генріх фігурує як в'язень 42, коли об'єкт був атакований Аннігілусом.[79] Озвучений Робіном Еткіном Даунсом[80].
- У третьому сезоні «Месників: Загальний збір» (2013) з підзаголовком «Революція Альтрона» Гельмут бореться з Кепом, намагаючись віднайти сироватку супер-солдата свого батька.[81] Він також очолює Майстрів зла[82], а після їхньої поразки збирає Громовержців під особистістю Громадянина В[83]. Далі Гельмут використовує подорожі в часі, щоб зустріти батька і нащадка родини Земо з 2099 року.[84] У п'ятому сезоні він прикривається героєм, аби встановити контроль над Вакандою, проте його плани руйнують Чорна пантера та Нові Месники.[85] Гельмут був озвучений Девідом Каєм, а Генріх — Денні Якобсом.
- Генріх Земо показаний у флешбеці мультсеріалу «Людина-павук. Щоденник супергероя» (2013) як один з ворогів супергероя-спідстера Юли в часи Другої світової війни.[86]
- Генріх також з'явився в аніме-серіалі «Месники: Дискові війни» (2014), де його японською озвучив Такатора.

### Мультфільми
- Барон Генріх Земо фігурує в повнометражному аніме «Месники Конфіденційно: Чорна вдова і Каратель» (2014) під час аукціону організації Левіафан, що розігрує технології Щ.И.Т. Персонажа озвучив Ерік Бауза[87].

### Фільми
- Німецький актор Даніель Брюль зіграв роль Гельмута Земо у фільмі «Перший месник: Протистояння» (2016), що є частиною кіновсесвіту Marvel. Походження персонажа суттєво відрізняється від коміксів: він є полковником елітного соковійського військового загону, що прагне відомстити за смерть своєї родини внаслідок битви Месників й Альтрона (події «Месників: Ера Альтрона»). Земо використовує Соковійські угоди, щоб спровокувати ворожнечу між Залізною людиною і Капітаном Америка. Гельмут робить Бакі винним за вибух у Відні, Австрія, під час якого гине король Ваканди Т'Чака, та демонструє Старкові причетність Барнса до вбивства його батьків у 1991 році. Це й стає останньою краплею в протистоянні героїв. Коли план здійснюється, він намагається покінчити життя пострілом з пістолета, але його зупиняє Чорна пантера та передає службовцям для ув'язнення.[88]

### Серіали

Персональний постер Даніеля Брюля у ролі Гельмута Земо для телесеріалу «Сокіл та Зимовий солдат».

- Кіноверсія героя повернулася у серіалі «Сокіл та Зимовий солдат» (2021) для Disney+.[89] Розслідуючи справу Руйнівників прапора Сем Вілсон та Бакі Барнс вирішують звернутися до Гельмута Земо, адже той досконало знайомий із таємницями Гідри та програмою суперсолдатів. За сприяння Бакі йому вдається втекти з в'язниці в Мюнхені, Німеччина. Виявляється, що Земо є володарем значних статків та успадкував титул барона. Він має особистий літак та колекцію раритетних автомобілів. Родинного дворецького звуть Ойзнек (у виконанні Ніколас Прайора). Трійка вирушає до острівної країни Мандрипур, де знаходиться знайома Гельмута Селбі, виходить на інформацію про творця сироватки суперсолдата та зустрічається із Шерон Картер. У битві з місцевими розбійниками він одягає канонічну фіолетову маску із коміксів.[90] Опинившись у Ризі, Латвія біля місцезнаходження Руйнівників прапора, Земо також стикається з новим Капітаном Америка, Джоном Вокером. Гельмут руйнує зразки сироватки, проте одна все ж потрапляє до рук Вокера. Тут його відслідковують елітні вакандійські агенти Дора Міладж, що прагнуть затримати Гельмута за вбивство короля Т'Чаки.[91] Під час заворушення між ними та головними героями, він тікає через каналізаційний люк. Далі Земо відвідує меморіал пам'яті загиблих у Соковії, де його затримують Дора Міладж, доправляючи до плавучої тюрми Рафт.[92] Після поразки Руйнівників прапора до грузовика з затриманими пробираються їхні послідовники. За дорученням Гельмута Ойзнек організовує вибух транспорту, знищивши усіх суперсолдатів всередині.[93]

### Відеоігри
- Барон Гельмут Земо виступає босом у версіях відеогри Iron Man and X-O Manowar in Heavy Metal (1996) для PlayStation, PC, Game Boy та Sega Game Gear.
- Стівен Блум озвучив Генріха Земо у грі Captain America: Super Soldier (2011). Він не фігурує фізично, але його голос можна почути в записах щоденника, які збирає гравець. У них розповідається про його сім’ю та спільні з Червоним черепом плани по пробудженню невідомої сили Сплячого, заточеного під замком Земо. У версіях для Nintendo DS та Wii він розмовляє з Капітаном Америка по радіо.
- Він є босом у Facebook-грі Marvel: Avengers Alliance (2012).
- У мобільній грі Marvel Avengers Academy (2016) він є ігровим персонажем.
- Робін Еткін Даунс також озвучив Гельмута у Lego Marvel's Avengers (2015). Персонаж є частиною двох доповнень, присвячених Майстрам зла і Громовержцям, в останньому з яких є Громадянином В.[94]
- Гельмут Земо є ігровим героєм у Lego Marvel Super Heroes 2 (2017).[95]
- Барон Земо виступає ексклюзивним персонажем у мобільній грі Marvel: Future Fight (2015), доданим в рамках тематичного оновлення про «Таємну імперію» 2017 року.[96]
- У Marvel Strike Force (2018) Барон Земо теж є ігровим персонажем.[97]

## Критика й відгуки
У 2009 році Гельмут Земо отримав 40 місце у списку «100 найкращих лиходіїв коміксів за версією IGN».